# Svetlana Kolesničenko
Svetlana Konstantinovna Kolesničenko (in russo Светлана Константиновна Колесниченко?; Gatčina, 20 settembre 1993) è una sincronetta russa, medaglia d'oro nella gara a squadre alle Olimpiadi di Rio de Janeiro 2016 e nella gara duo e a squadre alle Olimpiadi di Tokyo 2020.

## Biografia
Svetlana Kolesničenko si è affacciata nel panorama internazionale a Shanghai durante i campionati mondiali di nuoto del 2011, vincendo due ori nel concorso a squadre (tecnico e libero) e un altro oro nel combinato. Due anni dopo si è riconfermata ad alti livelli vincendo nuovamente tre medaglie d'oro a Barcellona 2013.
Partecipa alla sua prima Olimpiade durante i Giochi di Rio de Janeiro 2016, prendendo parte alla gara a squadre vinta dalla Russia. Comincia quindi a gareggiare anche da singolista, laureandosi campionessa mondiale a Budapest 2017.
Ha rappresentato ROC ai Giochi olimpici estivi di Tokyo 2020, dove ha vinto l'oro nel duo e nella gara a squadre.

## Palmarès
In carriera ha ottenuto i seguenti risultati:
Giochi olimpici
Coppie
- Oro a Tokyo 2020

A squadre
- Oro a Rio de Janeiro 2016
- Oro a Tokyo 2020

- Mondiali

Shanghai 2011: oro nella gara a squadre (programma tecnico e libero), oro nel libero combinato.
Barcellona 2013: oro nel duo (programma tecnico e libero), oro nella gara a squadre (programma libero).
Kazan' 2015: oro nella gara a squadre (programma tecnico e libero) e nel libero combinato.
Budapest 2017: oro nel singolo (programma tecnico e libero) e nel duo (programma tecnico e libero).
Gwangju 2019: oro nel singolo (programma tecnico) e nel duo (programma tecnico e libero).
- Europei

Berlino 2014: oro nel duo e nella gara a squadre.
Londra 2016: oro nella gara a squadre (programma tecnico) e nel libero combinato.
Glasgow 2018: oro nel singolo (programma tecnico e libero) e nel duo (programma tecnico e libero).
- Universiadi

Kazan' 2013: oro nel duo e nella gara a squadre.

## Riconoscimenti
- LEN Award: 2017, 2018, 2021
- Atleta dell'anno FINA: 2017, 2019, 2021